# L'Été des Danois
 (mai 2025).
L'Été des Danois (titre original The Summer of the Danes) est un roman policier médiéval d'Ellis Peters, qui se déroule en 1144. Il s'agit du dix-huitième roman de la série Frère Cadfael, publié pour la première fois en 1991.
Frère Cadfael est heureux de rejoindre son jeune ami Mark, désormais diacre, dans une mission de diplomatie ecclésiastique au Pays de Galles. Voyageant en toute sécurité dans le cortège du prince de Gwynedd, ils sont confrontés à des dangers inattendus alors qu'ils cherchent à protéger une jeune femme galloise.

## Résumé
L'action se déroule en avril 1144 dans le nord du Pays de Galles. L'Église romaine, sous la direction de Theobald, l'archevêque de Canterbury, étend son influence au Pays de Galles, qui préfère ses coutumes celtiques et le siège de Saint David, en faisant revivre un ancien évêché à cheval sur la frontière entre l'Angleterre et le Pays de Galles. Theobald demande à l'évêque Roger de Clinton d'envoyer une ambassade de bienvenue au nouvel évêque, dont le siège comprend des paroisses qui relevaient autrefois de Clinton.
Trois intrigues s'entremêlent dans ce roman. La première est l'ambassade du diacre Mark et du frère Cadfael auprès de deux évêques du Pays de Galles, qui renforce le rite romain au Pays de Galles. La deuxième intrigue est celle de la jeune femme Heledd, rejetée par son père chanoine en réaction à l'imposition du rite romain, qui l'envoie chercher l'amour parmi les ennemis historiques du Pays de Galles. La troisième intrigue repose sur les problèmes soulevés par Cadwalader et résolus par Owain, qui ne voulait pas d'ennuis avec les Danois dans leurs bateaux-dragons.
Le diacre Mark, représentant l'évêque de Lichfield, entreprend un voyage diplomatique avec le frère Cadfael pour renforcer le rite romain au Pays de Galles. Leurs voyages les mènent à travers des lieux gallois importants, et ils rencontrent à la fois des alliés et des menaces en chemin. La mission est un délicat exercice d'équilibre entre diplomatie, tradition et découverte personnelle, qui culmine avec les défis inattendus auxquels ils sont confrontés à leur retour.
L'histoire de Heledd constitue un contrepoint puissant aux manœuvres politiques dominées par les hommes. Son refus d'un mariage arrangé reflète un fort désir d'autonomie et d'amour, la propulsant dans les bras d'une culture rivale. Alors qu'elle cherche sa propre voie, ses choix déclenchent d'autres conflits, illustrant l'impact personnel d'un paysage politique plus large.
Enfin le conflit entre Cadwalader et son frère Owain ajoute un drame familial au récit. Le désespoir de Cadwalader pour récupérer son statut l'amène à conclure des accords dangereux avec les Danois, qu'Owain doit gérer avec soin pour protéger son royaume et sa famille. Cette intrigue met en évidence les thèmes de la loyauté, de la trahison et du fardeau du leadership, et culmine dans une impasse tendue qui met à l'épreuve leur lien fraternel.

## Contexte historique
L'action se déroule en avril 1144. Contrairement à la plupart des romans de Frère Cadfael, L'Été des Danois se déroule dans le nord du Pays de Galles, plus précisément à Gwynedd. Le Pays de Galles était alors divisé en de nombreuses principautés. Owain Gwynedd tente d'en réunir plusieurs par la négociation, le mariage dynastique et la conquête. Historiquement, lui et son frère Cadwaladr ont été plusieurs fois séparés puis réconciliés. Cadwalader a en effet sollicité l'aide d'une flotte danoise de Dublin pour récupérer ses terres. Ce conflit avec Owain Gwynedd est l'un des principaux fils conducteurs de l'intrigue du roman.